# Laurent Fontaine
Pour les articles homonymes, voir Fontaine et Laurent Fontaine (homonymie).
Laurent Fontaine, né le 16 septembre 1962 à Choisy-le-Roi est un animateur, producteur de télévision et conseiller en communication français. Jusqu'en 2009, il est vice-président du groupe audiovisuel Unimédia et dirigeant des sociétés Loribel (programmes) et Galaxy 7 (fiction et animation). Depuis 2015, il est président de la société de production Bytheway qui produit "Y a que la vérité qui compte" sur C8 et désormais sur W9.
Laurent Fontaine forme depuis 1997 sur TF1 le duo le plus célèbre de la télévision Française avec Pascal Bataille.

## Formation et début de carrière
Après des études de lettres modernes et à l'École supérieure de journalisme de Paris, Laurent Fontaine devient journaliste de presse écrite.
Il participe à la création du quotidien Paris ce soir lancé par Michel Jobert en 1985 et devient chroniqueur sur France 3 dans l'émission où à débuté également Laurent Ruquier Paris Kiosque.
De 1984 à 1986, il est attaché parlementaire du député du Calvados Henry Delisle[réf. nécessaire].
De 1988 à 1991, il est nommé responsable du service de presse du ministère des Postes, Télécommunications et Espace dirigé par Paul Quilès (Gouvernement Michel Rocard (2)).
En 1988, il écrit avec Pascal Bataille, rencontré en 1983, le Guide de la combine, qui se vendra à 80 000 exemplaires, puis crée avec lui, en 1990, la société d'édition Les Rebelles Communications, qui publiera plus de trente ouvrages, dont la collection des Guides Paris combines.

## Animateur et producteur de télévision
À partir de 1991, avec Pascal Bataille il fait partie de l'équipe à l'origine de la création de la chaine Canal Jimmy appartenant au Groupe Canal+. il anime les émissions La Chronique des Rebelles et Le Meilleur du pire produit par NBDC, la société de production d'Antoine de Caunes, Tim Newman et Alex Berger.
La même année, il participe à la création de Combien ça coûte ? sur TF1, auprès de Jean-Pierre Pernaut et Stéphane Courbit, et sera l'une des figures de ce programme jusqu'en 1997, en tant que journaliste avec des séquence emblématiques de l'émission comme L'argent par les fenêtres puis en tant que chroniqueur.
Pendant la même période, il collabore avec Christophe Dechavanne, notamment sur Coucou c'est nous ! comme producteur délégué de l'émission quotidienne, et sur Comme un lundi sur TF1.
À partir de 1997, il devient producteur et animateur avec Pascal Bataille sur TF1 du magazine Y'a pas photo (1997-2002) puis de Y'a que la vérité qui compte à partir du lundi 10 juin 2002.
Y’a que la vérité qui compte s’installe sur TF1 le lundi soir comme le rendez-vous le plus fédérateur de deuxième partie de soirée avec une moyenne de 3 millions de fidèles. Début 2003, le divertissement va jusqu’à réunir 4,1 millions de téléspectateurs, soit 40,1 % de l’ensemble du public. Une tendance qui va se stabiliser à 3 millions de fidèles jusqu’à la fin de la saison. L’émission, qui tient sur un rythme de deux à trois numéros par mois, passe sous la barre des 2 millions de téléspectateurs en septembre. Elle réunit toutefois deux fois plus de Français que le magazine Mots croisés, diffusé sur France 2. Y’a que la vérité qui compte se renforce dans les mois suivants pour réunir entre 3 et 4 millions de téléspectateurs.
Il produit et anime également de nombreux prime times pour TF1 comme Drôles de Petits Champions, Zéro de Conduite, Enquête de Vérité, etc.
En 2003, il propose à Sébastien Cauet la présentation de l’émission La Méthode Cauet, qu’il a créé et qu'il produit sur TF1 pendant cinq ans.
Il a été également animateur et producteur sur LCI du magazine citoyen Utiles.
En 2007, il est l'animateur et producteur du magazine d'investigation C'est off sur Canal Jimmy.
En 2010, il présente la huitième saison de L'Île de la tentation produite par Endemol et diffusée sur Virgin 17.
Entre 2012 et 2015, il est vice-président de la société de production Bemedia, avec laquelle il produit des programmes pour la TNT, dont deux saisons des People passent le Bac sur NRJ 12, présentées par Manu Levy et Erika Moulet[réf. souhaitée] ; il produit et anime également le JT du Poker sur RTL9.
En 2014, il est chroniqueur dans l'émission Touche pas à mon poste ! sur C8 puis conseiller éditorial en 2018 de Cyril Hanouna pour le lancement de l'émission Balance ton post !.
En 2022, il revient à la télévision, en rejoignant l'équipe de chroniqueurs de l'émission TPMP People animée par Matthieu Delormeau sur C8.
En 2023 et 2024, il retrouve la bande de Cyril Hanouna dans "Face à Hanouna" tous les week-end comme l'un des huit chroniqueurs réguliers de l'émission.
Depuis 2022, il est producteur de "Y a que la vérité qui compte" en prime tous les jeudis soirs sur C8.
En 2025, il est producteur de "Y a que la vérité qui compte" qui est désormais diffusé en prime hebdomadaire sur W9.

## Parcours à la radio
En 2010 et 2011, il anime aux côtés de Pascal Bataille la matinale de la radio Nostalgie.

## Conseiller en communication
Depuis 2014, Laurent Fontaine est président de la société de production Bytheway, fondée avec Valérie Douillet.
Il devient également coach et « médiatraineur » pour de nombreux chefs d'entreprise et hommes politiques,.
Pendant la campagne présidentielle de 2017, il conseille les porte-parole du futur président de la République : Christophe Castaner, Benjamin Griveaux, Richard Ferrand, Arnaud Leroy, Gabriel Attal, Julien Denormandie.

## Engagements politiques
Depuis 2016, Laurent Fontaine est membre de Renaissance (ex-La République en marche) et il a participé aux campagnes du candidat Emmanuel Macron.

## Causes
- Depuis 1999, Laurent Fontaine est parrain de l'association Handicap International.[réf. nécessaire] À ce titre, il effectue 2 voyages pour dénoncer l'utilisation de mines anti-personnelles, l'un au Liban et l'autre au Kosovo auprès des bénévoles de l'association.
- En 2017, il est le créateur avec Valérie Douillet de l'opération « Action Enfance fait son Cinéma » pour le compte de la Fondation Action Enfance. Ils ont reçu le premier prix des Trophées de la Communication[7] dans la catégorie « Meilleure action de communication événementielle ».

## Vie privée
Entre, il est marié à Niki Fontaine entre 1992 et 2001, avec qui il a deux enfants :  En 1995 Lara Fontaine et en 1997 Milo Fontaine.
Entre 2001 et 2018 il vit avec la styliste Isabelle Pesah, avec qui il a des jumelles en 2004, Joy et Tamara.
Depuis 2020, il vit avec l'avocate parisienne Vanessa Friedland.

## Émissions de télévision

### Animateur/chroniqueur
- 1991-1997 : 
  - Chroniques des rebelles, (Canal Jimmy), avec Pascal Bataille
  - Le Meilleur du pire (Canal Jimmy), coanimateur avec Pascal Bataille

- 1993-1997 : Combien ça coûte ?[réf. nécessaire] présenté par Jean-Pierre Pernaut (TF1) : chroniqueur
- 1995 - 1996 : Comme un lundi animé par Christophe Dechavanne (TF1)[réf. nécessaire] : chroniqueur
- 1997-2002 : Y'a pas photo (TF1) : animateur avec Pascal Bataille
- 2000 - 2003 : Drôles de petits champions (TF1) : animateur avec  Pascal Bataille
- 2002-2003 : Zéro de conduite ! coanimateur avec Pascal Bataille (TF1)
- 2002-2006 : Y'a que la vérité qui compte (TF1) : coanimateur avec Pascal Bataille
- 2007 : Utiles : coprésentateur avec Pascal Bataille (LCI)
- 2007-2009 : C'est off (Jimmy)
- 2009 : Forcément sublimes (Jimmy)
- 2010 : Le grand casting de la télé (NRJ 12)
- 2010 : L'Île de la tentation (Virgin 17) : animateur et voix-off
- 2014 : Touche pas à mon poste ! sur D8 : chroniqueur
- 2022-2023 : TPMP people sur C8
- 2022-2024 : Touche pas à mon poste ! sur C8 : chroniqueur
- 2022 : Y'a que la vérité qui compte, nos plus belles histoires, sur C8 (rediffusions des émissions de Y'a que la vérité qui compte, de 2002 à 2006) : coanimateur avec Pascal Bataille
- 2023-2025 : Y'a que la vérité qui compte, sur C8 : coanimateur avec Pascal Bataille
- 2024 : Face à Hanouna  sur C8 : chroniqueur

### Producteur
- 1997-2002 : Y'a pas photo, présentée par Pascal Bataille et Laurent Fontaine (TF1)
- 2002-2006 : Y'a que la vérité qui compte, présentée par Pascal Bataille et Laurent Fontaine    (TF1)
- 2003-2007 : La Méthode Cauet, présentée par Sébastien Cauet (TF1)
- 2006 : La Revanche des stars, présentée par Olivier Minne (France 2)
- 2007 : Utiles, présentée par Pascal Bataille et Laurent Fontaine (LCI)
- 2007-2009 : C'est off, présentée par Pascal Bataille et Laurent Fontaine (Jimmy)
- 2007-2009 : My Teva, présentée par Daphné Desjeux (Téva)
- 2007-2009 : Le Meilleur du drôle des publivores, présentée par Christophe Salengro puis Jean-Yves Lafesse (Comédie !)
- 2008-2009 : 8 ans de Busheries et Politiquement cultes, présentées par Guy Carlier (Jimmy)
- 2008 : Mon Cul sur la télé, présentée par Rocco Siffredi (Jimmy)
- 2008-2009 : Les 100 Stars les plus sexy, présentées par Arnaud Lemaire puis David Ginola (Jimmy et NRJ 12)
- 2009 : Les Sports les plus cons du monde et Les Inventions les plus cons du monde, présentée par Élodie Gossuin (TF6 et Comédie !)
- 2009 : J'ai quelque chose à te dire, présentée par Joy Esther (NRJ 12)
- 2009 : Forcément sublimes, présentée par Pascal Bataille et Laurent Fontaine (Jimmy)

## Publications
Laurent Fontaine est auteur d'une trentaine d'ouvrages parus depuis 1988, dont le Guide de la combine (M.A. Éditions, Presses de la Cité), les Guides Paris Combines (9 éditions entre 1990 et 1998), Les secrets étonnants et drôles de la télé, et un ouvrage d'aphorismes, Adam avait-il un nombril ?.[réf. souhaitée]

## Dans la fiction
- Laurent Fontaine est caricaturé avec Pascal Bataille à plusieurs reprises dans l'émission satirique Les Guignols de l'info pour leur duo de l'émission Y'a que la vérité qui compte[8].